# Tadashi Ogasawara
Tadashi Ogasawara (小笠原 嘉, Ogasawara Tadashi, nascido em 21 de junho de 1955) é um ex-ciclista olímpico japonês. Ogasawara representou seu país durante os Jogos Olímpicos de Verão de 1976, em Montreal. Também foi um ciclista profissional keirin.